# Дебаты кандидатов в президенты Украины (2019)

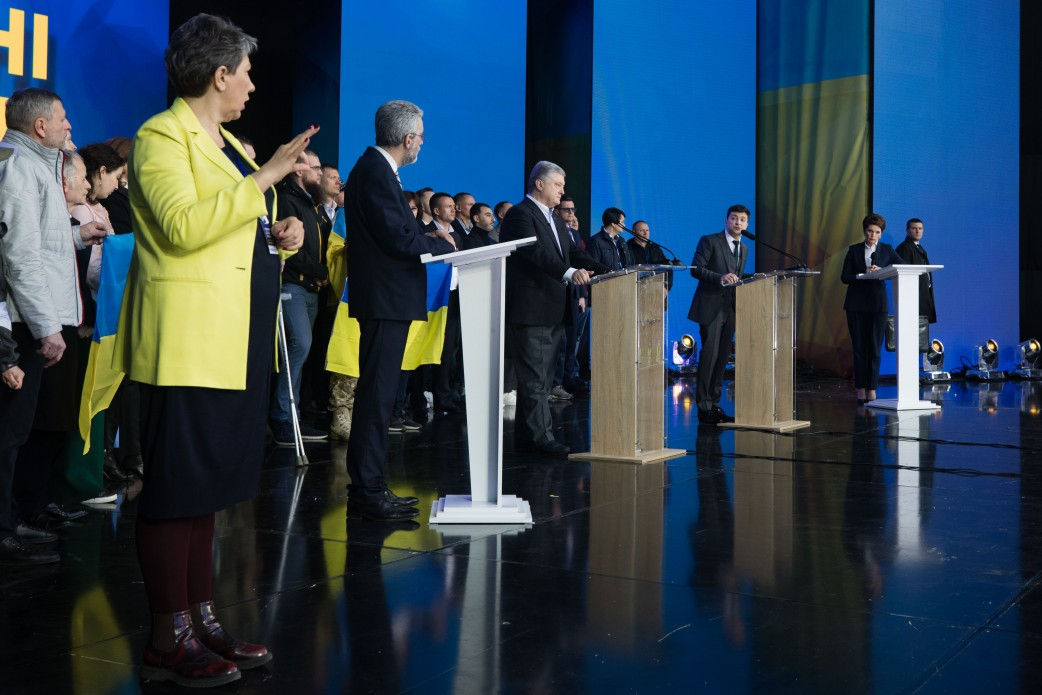
Пётр Порошенко и Владимир Зеленский

19 апреля 2019 года на киевском стадионе «Олимпийский» состоялись публичные дебаты между двумя участниками второго тура президентских выборов на Украине — действовавшим главой государства Петром Порошенко и прошедшим во второй тур актёром, юмористом и телеведущим Владимиром Зеленским. На стадионе присутствовало 22 тысячи зрителей.

## Предпосылки
31 марта, после оглашения результатов экзит-полов первого тура выборов президента Украины, Порошенко пригласил Зеленского на публичные открытые дебаты. 3 апреля Зеленский выдвинул предложение относительно публичных дебатов исключительно на стадионе.
Порошенко предложил провести дебаты на стадионе в воскресенье, 14 апреля, чтобы 19 апреля провести дебаты на Общественном телевидении. Зеленский отказался и Порошенко провёл пресс-конференцию перед избирателями и журналистами.

## Дебаты 19 апреля
В 19:00 19 апреля 2019 года, по предварительной договоренности, начались дебаты Порошенко и Зеленского на «Олимпийском». Трансляция велась по многим национальным и международным телерадиоканалам.
Модераторами были телеведущие Елена Фроляк и Андрей Куликов.
Согласно жеребьевке, первым выступил Зеленский, каждому участнику было отведено по 5 минут. В течение 34 минут (из 36 запланированных) претенденты задавали вопросы и отвечали на вопросы к себе.
В заключительной части первым выступил Зеленский. Он отмечал, что Порошенко стал олигархом, находясь с 1998 года народным депутатом, а позже на государственной службе, что является нарушением действующего законодательства (по закону госслужащий не имеет права заниматься предпринимательством). Также он упомянул проблематику предоставления Православной церкви Украины Томоса. В ответ Порошенко обвинил оппонента в неэтической и антизаконной деятельности (в частности, высмеивание украинцев и их историю). После этого каждому было предоставлено по одной минуте для заключительного слова.
Завершились дебаты исполнением Гимна Украины.

## Международный резонанс
Телерадиоканал «Голос Америки» отметил значительный международный резонанс предвыборных дебатов на НСК «Олимпийский».

## Галерея

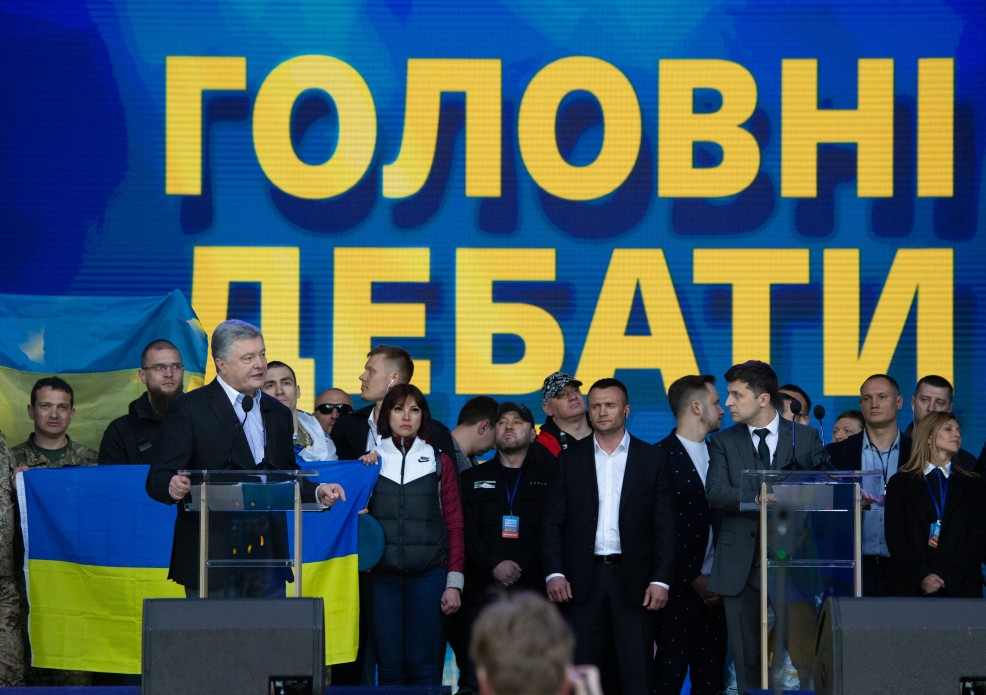
Начало дебатов
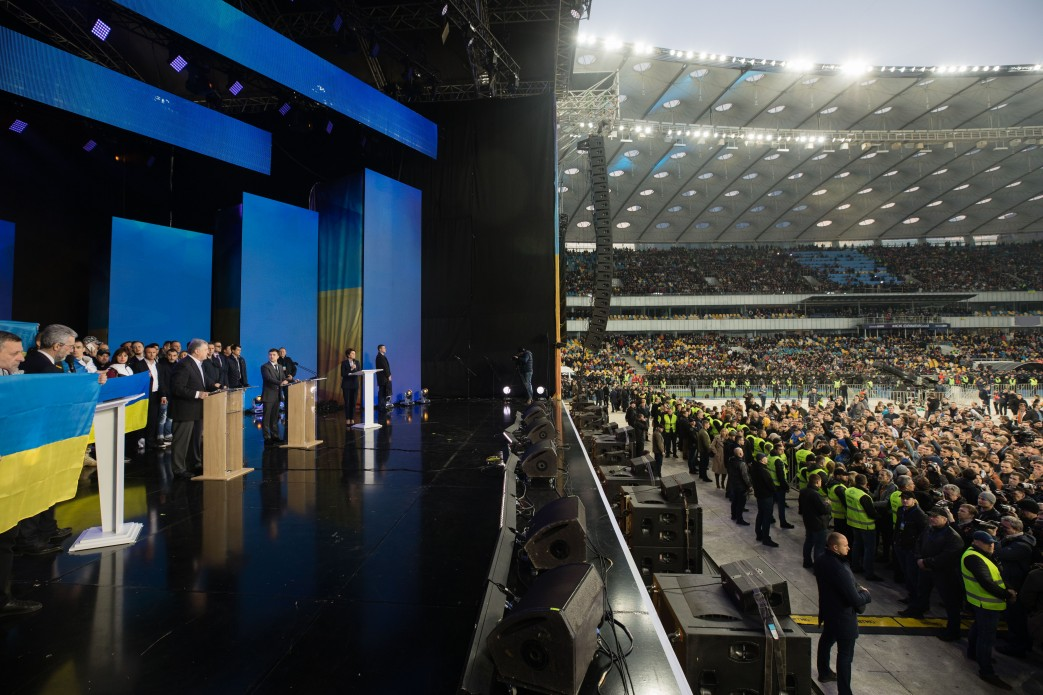
Избиратели внимательно слушают кандидатов в президенты
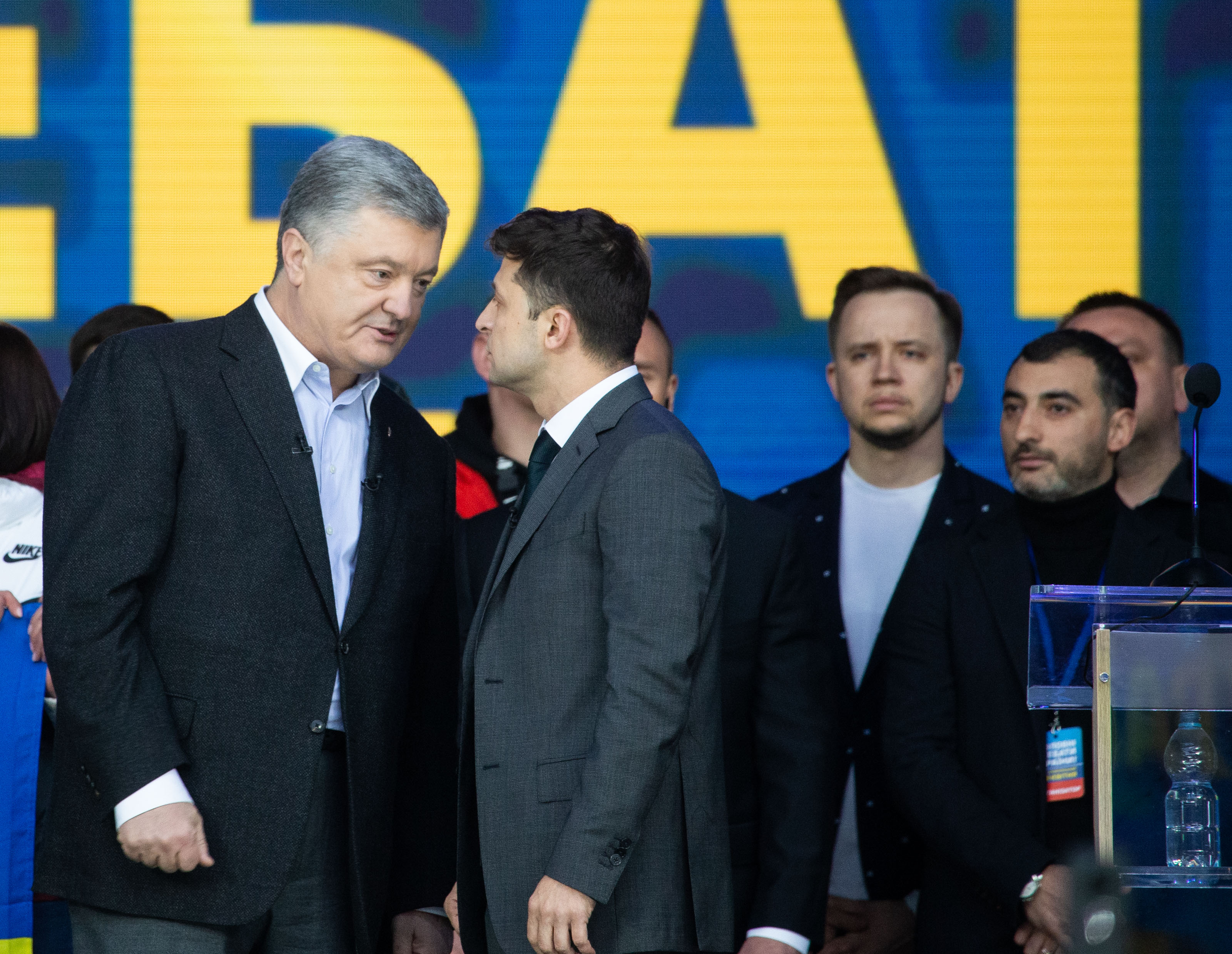
Непосредственные прения претендентов
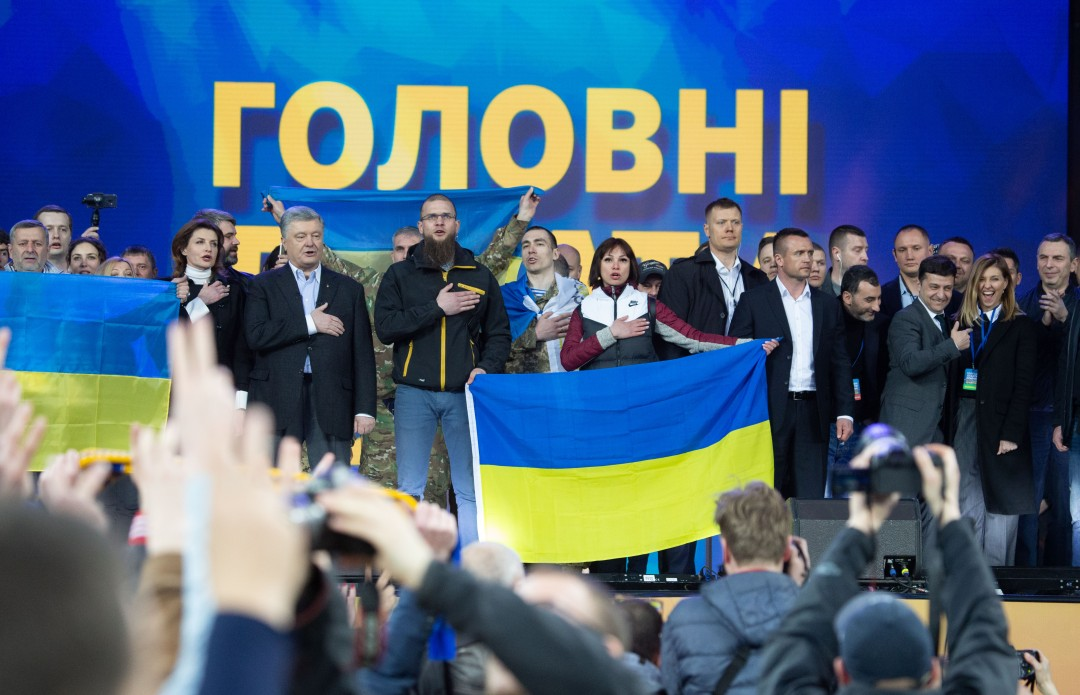
Дебаты завершаются исполнением Гимна Украины